# Xian autonome hui et tu de Datong
Pour les articles homonymes, voir Datong (homonymie).
Le xian autonome hui et tu de Datong (大通回族土族自治县 ; pinyin : Dàtōng huízú tǔzú Zìzhìxiàn) est un district administratif de la province du Qinghai en Chine. Il est placé sous la juridiction de la ville-préfecture de Xining.

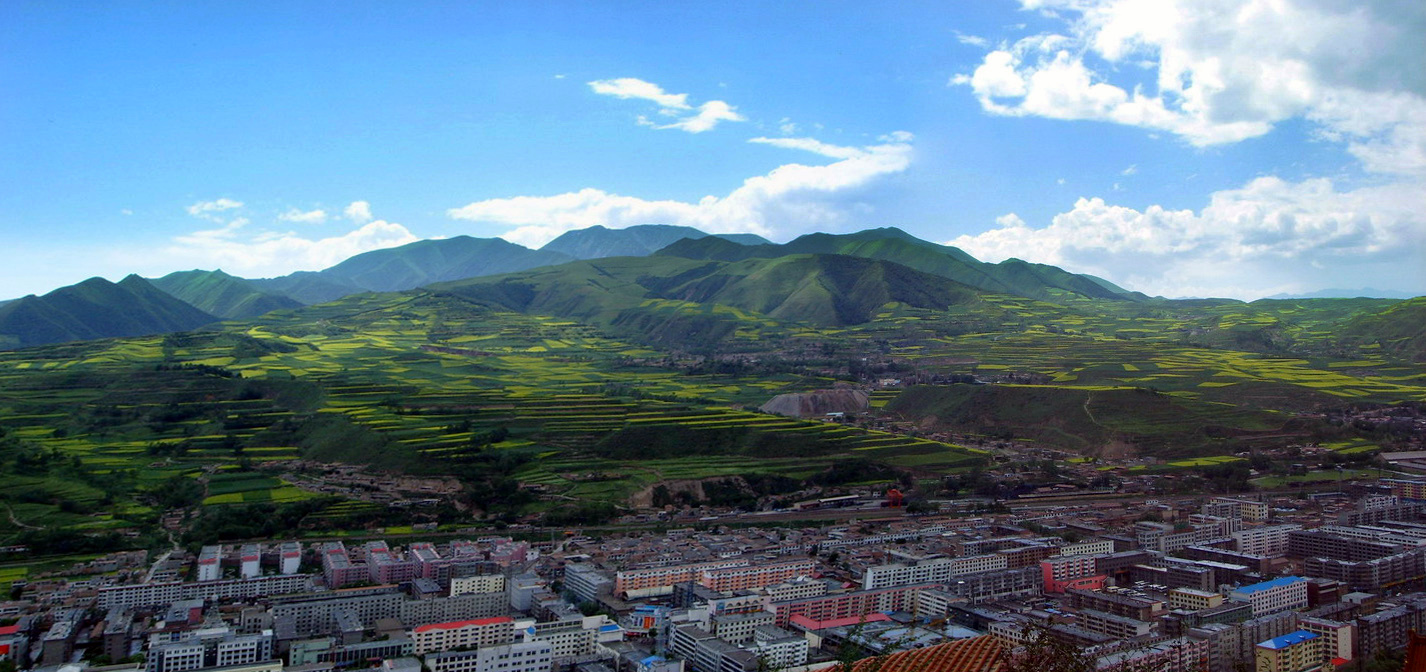

## Démographie
La population du district était de 420 427 habitants en 1999.

## Complexe de lancement de missiles
Un rapport classifié du Pentagone cité par le Washington Times indique qu'un complexe de lancement de missiles est situé à Datong dans l'ancienne province tibétaine de l'Amdo. Une étude sur le programme nucléaire et de missiles chinois a identifié Datong comme une base pour les missiles CSS-5 (DF-21), confirmé par des rapports ultérieurs du renseignement américain.